# エリザベート (ミュージカル)

『エリザベート』（原題：Elisabeth）は、オーストリア＝ハンガリー帝国の皇后エリザベートの生涯を描いた、ウィーン発のミュージカル。脚本・作詞はミヒャエル・クンツェ、作曲はシルヴェスター・リーヴァイ。

ポスターのモデルとなった肖像画

## 作品概要
長きにわたりヨーロッパに君臨したハプスブルク帝国末期19世紀後半のオーストリアが舞台。ドイツ地方・バイエルン王国公爵の次女として自由な環境で生まれ育ち、偶然にも皇帝フランツ・ヨーゼフ1世から見初められ、16歳でヨーロッパ宮廷随一と謳われる美貌のオーストリア皇后となるが、伝統と格式を重んじる宮廷との軋轢の中で苦しみ、やがてウィーンを離れヨーロッパ中を流浪する日々を送り、その旅の果てに暗殺された皇妃エリザベートのベールに包まれた半生を描く。彼女につきまとい誘惑する「死」という架空の存在を通して迫り、これを以って中央ヨーロッパにおける帝国支配の終焉と新時代の萌芽を描いた作品である。
「ブロードウェイ・ミュージカルとは違う世界観の作品を作りたい」との理念の下、グラミー賞を獲得するなどアメリカで作曲家として活躍していたハンガリー人のシルヴェスター・リーヴァイと、数々のミュージカルのドイツ語翻訳を手がけ、小説家としても成功を収めていたチェコ・プラハ生まれのドイツ人ミヒャエル・クンツェが共同で制作を始める。
ミュージカルの題材として伝説的な皇妃を選んだ理由としてクンツェは、「一つの時代、王朝の終焉を描くと同時に、その最後の時に生きた人々の内面を描きたかった」と言う。そして、「古い時代を代表するハプスブルク王朝にあって、新しい現代的な感性を持ったエリザベートはその宮廷文化の凋落を予見していた。その没落する船に囚われ逃れられないと知りながら、誰よりも自由を追い求め、それゆえに死に惹かれていく一人の女性を通して、懐古趣味ではない現代にも通じるドラマを描きたかった」と述べている。
1992年9月3日、オペラ演出家として名高いハリー・クプファーの演出により、アン・デア・ウィーン劇場で初演され、6年のロングランを記録する。その後、世界各地で上演されドイツ語ミュージカルとして史上最大のヒット作となった。日本においては、宝塚歌劇団による1996年の初演以来上演が続いており、2000年からは東宝版も上演されている。
ドイツ語表記では本来エリーザベトだが、日本の演劇界では慣例でエリザベートと表記されている。

## 登場人物
- エリザベート - オーストリア帝国の皇后。愛称はシシィ(Sissy)。バイエルン王国出身。自由奔放な性格。
- 死(トート) - 死の抽象概念を擬人化[1]した存在。その外見はシシィが心酔した詩人ハインリヒ・ハイネや、ロック歌手のデヴィッド・ボウイがモデルとされる。ひょんなことからエリザベートと関わり、彼女に執着する。
- フランツ・ヨーゼフ1世 - オーストリア帝国の皇帝。エリザベートの夫で「死」とは恋敵に当たる。
- ルイージ・ルキーニ - イタリア人無政府主義者。エリザベートの暗殺犯。粗野でガラの悪い人物。物語の狂言回しの役割を担っている。
- ルドルフ皇太子 - オーストリア帝国の皇太子。フランツ・ヨーゼフ1世とエリザベートの息子。ひょんなことから「死」と関わり、彼に好感を抱く。
- ゾフィー - オーストリア帝国の皇太后。フランツ・ヨーゼフの母親。エリザベートとの折り合いが悪い。

## ストーリー

### 第一幕
オーストリア皇后エリザベートの暗殺者ルキーニは、暗殺から100年経った後も死者の世界で裁判にかけられていた。彼は皇后暗殺の動機と背後関係を問う裁判官の尋問に、「動機は愛、黒幕は死だ。なぜ殺したかって？彼女自身が望んだんだ！」と不可解な供述をする。そして証人として、未だに煉獄で自由を得られずに彷徨い続けている、エリザベートと同じ時代を生きたハプスブルク帝国の亡霊を呼び起こし、彼らはエリザベートについて語り始めるのだった。("プロローグ")
1853年、南ドイツの緑に囲まれた湖畔のポッセンホーフェン城では、エリザベートの父マックス公爵が旅に出ようとしていた。自由奔放に生きる父親の影響で、宮廷生活とは無縁の片田舎で詩や乗馬を好む少女として育ったシシィは、予定されている親戚同士の集まりから逃げだすため、父と一緒に行きたいと願い出る。("パパみたいに") 親戚の集いでは、母ルドヴィカから長女ヘレネがオーストリア皇帝フランツ・ヨーゼフ1世とお見合いをするとの発表がある。縁談はルドヴィカの姉でオーストリア皇太后のゾフィーが取り持った。("ようこそみなさま") しかし、一同が縁談の話で持ちきりとなる中、興味を示さず一人で木に登り曲芸の練習をしていたシシィは、足を滑らせ高所から落下して意識を失う。その後、目を覚ました彼女は中性的な美しい姿の青年が自分を抱えベッドに連れ帰してくれたことを感じる。彼女はそれが「死」だと気づくが、彼に何にも縛られない自由な父親の面影を重ね、強い憧れを感じる。("黒い王子")
その頃、ウィーンのホーフブルク宮殿謁見の間では、若き皇帝フランツ・ヨーゼフが執務机に腰掛け書類に目を通していた。その傍らには「宮廷でただ一人の男」と呼ばれる皇太后ゾフィーの姿がある。ある死刑囚の母が陳情に訪れる。彼女は自由と叫んだだけで死刑を宣告された息子の減刑を願い出る。1848年に起こったフランス2月革命の余波で、ウィーンでも3月革命が勃発、宰相メッテルニヒが失脚、皇帝フェルディナント1世が退位する事態となった。革命は鎮圧されたものの、その影響を押さえ込むためゾフィーは当時18歳の息子フランツ・ヨーゼフを次期皇帝として即位させ、反君主制的な動きを弾圧していた。皇帝は母親の悲痛な叫びに苦悩する表情を見せるが、皇太后に促され陳情を却下する。次に、臣下のシュヴァルツェンベルク侯爵よりクリミア戦争の情勢について、革命の鎮圧に手を貸してくれたロシア側について参戦すべきと進言を受ける。ゾフィーは「戦争は他家に任せておけ、幸運なオーストリアは結婚で勢力を拡大せよ」というハプスブルク家の家訓を例にして、戦争には中立の立場を取り、皇帝は縁談の席に出発するよう指示する。("皇帝の義務")
(この旧態依然の日和見的な判断によって、結果としてオーストリアはヨーロッパ大陸におけるロシアという後ろ盾を失うことになる）
1853年8月、オーストリアの保養地バート・イシュルではフランツ・ヨーゼフとヘレネの縁談が行われていた。ゾフィーの当初の目論みは、息子とドイツ連邦で勢力を拡大するプロイセンの王女アンナと政略結婚させることにあった。しかし、これが破談したため、友好国バイエルン王国の公女で操りやすい妹の娘に白羽の矢が立ったのである。一方、バイエルン王女の生まれでありながら身分の劣るヴィッテルスバッハ公爵家に嫁いだルドヴィカにとっても、娘と皇帝の結婚は願ってもない名誉挽回の機会であった。しかし、縁談は両家の母親の思惑を通りには運ばない。皇帝は、お后教育を受けて育った礼儀正しいヘレネではなく、たまたま同行していた妹のシシィに一目ぼれしてしまう。皇帝を前にしても天真爛漫に振る舞う美しい少女に心を奪われた彼は、生まれて初めて母親の意向に逆らい、彼女との結婚を決意する。("計画通り") 数日後、彼は将来皇后として負うことになる義務や束縛について告げ、それでも私を支えてくれるかシシィに尋ねる。彼女は婚約の証に送られたネックレスの重さに戸惑いの表情を見せるが、「あなたが側にいれば、どんな困難でも乗り越えられる」と、皇帝からの求婚を受け入れる。15歳の少女はおとぎ話のような恋に胸がいっぱいになったが、宮廷での結婚生活という現実に直面する準備はできていなかった。("あなたが側にいれば"）
（結婚までの短期間にシシィへの語学や宮廷作法などのお后教育が施されたが、成果は思わしくなく、母親が結婚式を延期してほしいと願い出るほどだったという。）

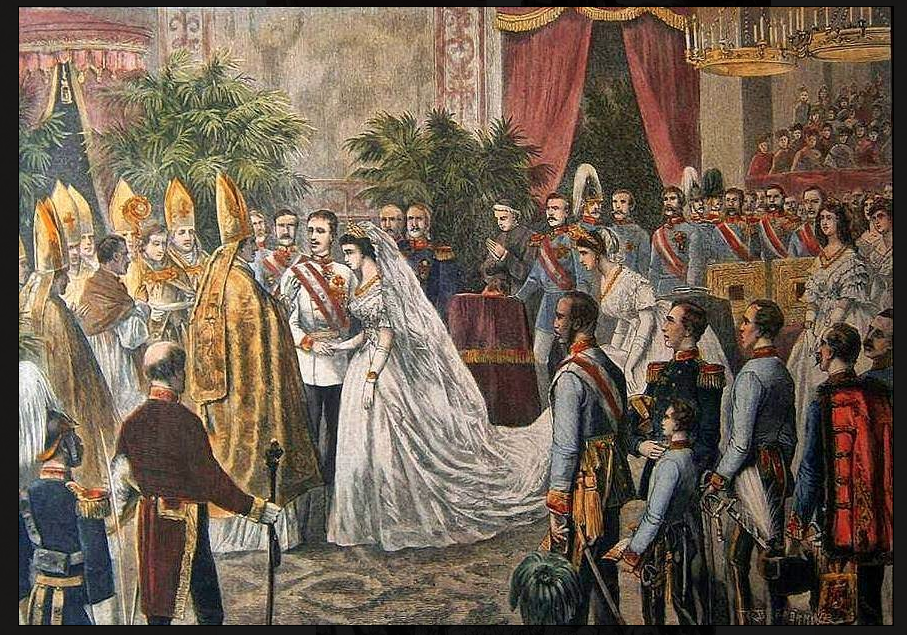
アウグスティーナー教会で執り行われた結婚式

1854年4月24日午後6時半、ウィーンのアウグスティーナー教会で、エリザベートと皇帝フランツ・ヨーゼフの結婚式が執り行われた。夕刻時という珍しい時間帯の結婚式も、災いの幕開けにはぴったりだとルキーニが野次を飛ばす。ルドヴィカとゾフィーに付き添われた新郎新婦は、大司教の前にひざまずく。「結婚はあなたの意志であるか」との問いに、エリザベートは「はい」と返答する。するとその声は教会内に何度もこだまし、いつとはなしに教会の鐘が打ち鳴らされる。黄昏時に不気味に鳴り響く鐘の音はまるで、この結婚によりハプスブルク終焉のための最後のピースが揃ったことを祝すかのようであった。("不幸の始まり")
数日後、シェーンブルン宮殿では盛大な宮廷舞踏会が催された。大広間の外では、新婦の父親と新郎の母親が結婚への不満を漏らしている。マックスは宮廷の堅苦しさがシシィを殺してしまうと心配しており、ゾフィーはエリザベートには皇后としての資質が欠けていると苛立っていた。また、舞踏会の参加者もめいめいに新婦の噂話に興じている。彼女の美しさを称える者、身分の低さを揶揄する者、狂気の血筋を危惧する者、若さや無作法を心配する者など様々である。("結婚の失敗") やがて、皇帝夫婦が広間に姿を現す。連日の行事に神経をすり減らしてたエリザベートは、皇帝の腕の中で安堵の表情を浮かべ、無邪気にワルツを踊る。しかし、突然音楽が鳴り止むと、エリザベート以外の人間は蝋人形のように血の気を失い、彼女の前に再び「死」が現れる。彼は「お前は彼を相手に選んだが、最後にお前と踊るのは私だ(意中の異性と舞踏会で最後にダンスを踊るという意味と、人が死ぬ間際に死神と死の舞踏を踊るという中世ヨーロッパの死生観の意味)」と告げて消える。我に返り動揺するエリザベートの様子を、まるで見世物小屋の展示物を見るような好奇の目で周囲の人々が見つめる。その瞬間彼女は、自分が宮廷という異質な世界に嫁いでしまったことを真に実感したのだった。("最後のダンス")
行事や式典が落ち着くと、皇帝夫婦はウィーン郊外のラクセンブルク宮殿に居を構えた。しかし、皇帝は執務で夜遅くまで宮殿を留守にしていたため、一人取り残されたエリザベートを待っていたのは、夫との幸せな新婚生活ではなく、姑の厳しい皇后教育であった。朝5時から綿密にスケジュールが組まれ、歩き方から、お辞儀の仕方、言葉遣いまで厳しく躾けられた。女官の手を借りず一人で着替えをしたり、入浴することも禁止された。自分のことは自分でする環境で育ったエリザベートにとって、耐え難いことであった。プライベートはなく、お世継ぎ作りを催促され、何よりも好きであった乗馬も禁じられた。("皇后の務め") 宮廷の息苦しさと孤独感に耐えかねた彼女は夫に助けを求めるが、「母の言う通りにすることが君のためにもなる」と、皇帝は母親の味方をする。エリザベートは自らが宮廷で孤立無援であることを悟るが、「私は誰の所有物でもない、私は私だけのもの」と、姑の言いなりとなり、宮廷に飼い慣らされることを拒否する。("私だけに")
結婚1年目、クリミア戦争の戦火拡大のため皇帝は執務室に篭ることが多く、宮殿に取り残されたエリザベートの話し相手は、皇帝からの誕生日プレゼントのオウムだけであった。結婚2年目、待望の長女が生まれるが、エリザベートは育児を許されず、名前も皇太后と同じゾフィーと決められてしまう。母親であるのに授乳も許されず、我が子に謁見できるのは皇太后の許可が出たわずかな時間だけであった。結婚3年目、次女が生まれるが、またしても姑に子供を奪われてしまう。しかし、転機が訪れる。当時帝国の一部であったハンガリーでは独立の気運が高まりをみせていた。皇帝は支配権の誇示のためのハンガリー訪問に皇后を同行させ、その美貌で人々の敵対心を和らげ、独立の動きを沈静化しようと試みる。エリザベートは娘を皇太后の元から引き離し、旅に同行させることを条件に協力を約束する。宮廷で彼女が初めて手にした勝利であった。("結婚生活の様子") 1848年のハンガリー革命後の弾圧を主導していた皇太后との不和が噂されていた人物ということもあり、その美貌とともにエリザベートの訪問はハンガリーの人々に好意的に迎えられた。また、彼女も姑への反発や、権威主義的なウィーン宮廷とは異なるハンガリーの自由な空気を気に入り、以後ハンガリーに対する抑圧を緩和する政策をたびたび皇帝に口添えすることとなる。しかし、旅先で彼女を待っていたものが他にもいた。その勝利の矢先、慣れない長旅に疲弊した長女ゾフィーが病死してしまう。突然の娘の死に動揺し、棺から目を逸らした瞬間、彼女は「死」がずっと傍らに寄り添い、自分を見つめていたことに気がつく。彼は「お前が偽りの愛にすがるほど、皇帝と帝国を闇に引きづりこむことになる」と警告する。("闇が広がる")
19世紀末、ヨーロッパの東西南北の人と文化が交差するウィーンでは、没落に向かうハプスブルク帝国の混乱や陰鬱な時代背景の下で世紀末ウィーンと呼ばれる退廃的な文化の爛熟が興っていた。今日もウィーンのカフェでは、多種多様な知識人が集まり、新聞を読み、皇室や政治の話題で暇を持て余していた。カフェで一番の話題は、皇太子ルドルフの誕生である。帝国にとって待ち望まれたお世継ぎであるが、痛ましいことにまたしても息子は母親の手から引き離されてしまう。次に、当時帝国の一部であった北イタリアがフランス皇帝ナポレオン3世と組み、オーストリアに対して独立戦争を起こした話題となる。次々と領地を失い国際的に孤立する帝国の現状を「俺たちにできることは、カフェで他愛もない話をして、ただ破滅の時を待つことだけさ」とカフェの客たちは皮肉たっぷりに笑い飛ばす。("楽しい黙示録")
1865年のある夜、宮殿のエリザベートの鍵のかかった寝室の前では、皇帝が扉を開けてほしいと妻に呼びかけている。イタリア独立戦争に敗れ、北イタリアの領地を失ったオーストリア帝国は窮地に陥っていた。帝国の各地で独立の気運が再燃し、小ドイツ主義を掲げるビスマルク率いるプロイセンは、ドイツ統一に向け虎視眈々とオーストリアとの開戦の準備を進めていた。度重なる戦争で国家財政は破綻寸前であり、そのすべての重圧が皇帝の肩に重く圧しかかっていた。彼は一晩だけでもあなたのそばで心休まる夜を送りたいと懇願する。一方、エリザベートはルドルフが臣下に虐待されていると訴え、「息子の養育を自分に任せてほしい、さもなければ私は宮廷を出て行く」と悲壮な覚悟で夫に最後通牒を伝える。しかし、あくまで母親への忠誠心を崩さない夫の態度に彼女は絶望する。そして「死」が彼女に囁きかける。「全ての葛藤は終わる、苦しみから救ってやろう」と。しかし、エリザベートは宮廷での自由を手にするためなら自らの美貌さえ武器にしてみせると、彼の誘惑を拒絶する。("エリザベート、開けておくれ")
ウィーンの中央広場ではミルクの配給を求める市民が集まっている。何故ミルクがないのか詰め寄る市民をルキーニは、「皇后が横取りしてミルク風呂に使っているからだ」と扇動する。戦費をまかなうための重税で市民生活は困窮し、皇室の求心力は著しく低下していた。市民は「子供が死んでいるんだ！」、「皇后に思い知らせてやる！」と叫び声を上げる。再びウィーンでは革命の火種がくすぶり始めていた。("ミルク") 一方宮殿では、女官が皇后の入浴用の大量のミルクを化粧室に運んでいた。彼女はミルク風呂だけではなく、オリーブ油風呂、苺や生肉のパック、仔牛の肉汁のジュースなど、効果があると思われるあらゆる美容法を実践していた。その長く美しい髪は、卵とコニャックを調合した特製シャンプーで、3週間に一度、丸一日かけて手入れをした。身長172cm、ウェスト50cm、体重50kg以下と言われるスタイルを維持するため、ほとんど食事は口にせず、一日の大半を体操などの運動に費やすこともあった。過剰ともいえる美容やダイエットと引き換えに、彼女の美貌はヨーロッパ中に知れ渡り、宮廷も無視できない程の影響力を持つこととなる。("皇后の務め〈リプライズ〉")　

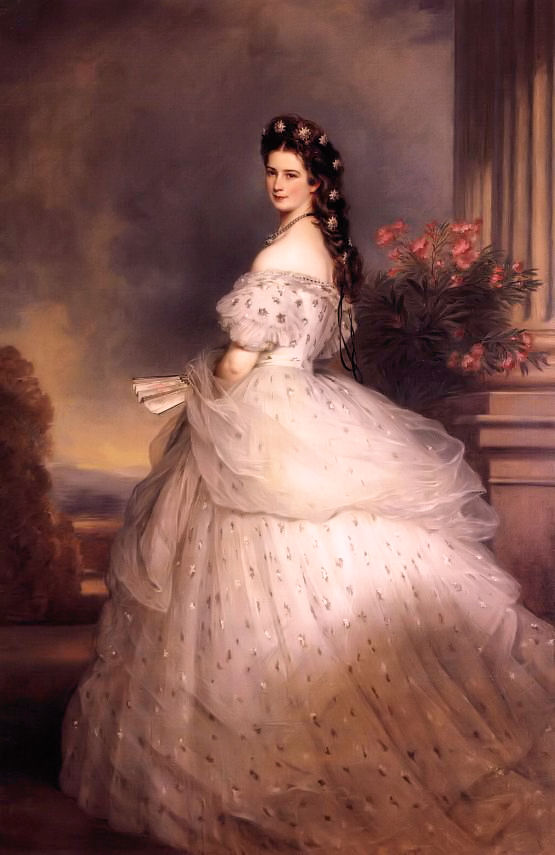
ヴィンターハルターによる肖像画

しばらくして、皇后の寝室の前に皇帝が現れる。彼は突然の訪問に驚く女官たちに下がるよう命じると、衝立越しに妻に語りかける。彼は「統治者は自らの感情を抑えなければならないが、君を失うくらいなら唯一の掟をも破れる」と、エリザベートの美貌の前に敗北を認め、母親ではなく妻を選び、彼女の要求をすべて受け入れることを決める。夫の言葉を聞き終え、姿を現したエリザベートは「これからもあなたと生きていきます、でも私は私だけのもの」と高らかに勝利を宣言する。その姿は、美の神と称えられたかの有名なヴィンターハルターの肖像画で描かれたエリザベートそのものであった。("私だけに〈リプライズ〉")

### 第二幕
ブダペストの大聖堂前は、フランツ・ヨーゼフのハンガリー国王としての戴冠式を祝う人々で溢れかえっていた。ハンガリー国民は大規模な自治権を認めるオーストリア＝ハンガリー二重帝国の実現に力添えをしたエリザベートに対して「エーヤン、エリザベート！（エリザベート、万歳！)」と歓声を送っている。("エーヤン") 一方、ルキーニは群衆の前でトランクを広げ、記念品の即売会を始める。国王夫婦の仲睦ましい姿が描かれたグラスや、王妃と息子が並び描かれた肖像画を手にして、「こんなものはキッチュ（まがいもの）だ！」と切り捨てる。二重帝国など茶番であり、死後100年間、本や映画で好意的に描かれてきたエリザベートの姿はどれも偽者や偶像で、本当の彼女は傲慢なエゴイストだと彼は言う。（"キッチュ") 反対するゾフィーらウィーン宮廷の多数を屈服させ、自らの希望を実現させたエリザベートは人生の絶頂の時を迎えていた。自信と威厳に溢れた表情で、「私は自分の意志で踊る、もう誰にも操られない」と、夫や宮廷だけでなく、「死」との決別をも誓う。しかし、すべてを見透かす彼は「この満ち足りた瞬間は、すぐに生への憎しみに変わる」「なぜなら、お前は私を愛している」と不敵な笑みを浮かべ立ち去る。（"私が踊る時")
ホーフブルク宮殿の寝室では、9歳になったルドルフが熱に浮かされていた。真っ暗の部屋の中で一人寒さに震える皇太子は、母にそばにいて欲しいとつぶやく。息子の養育権を取り戻したエリザベートは、息子に軍隊式の訓練を施していた臣下を解任して、肉体的訓練よりも精神的教育を重視するリベラルな教育係を自ら選任した。虚弱体質であったルドルフは、自由な環境を与え、苦しみから解放してくれた母への感謝の念を生涯忘れなかった。しかし反対に、姑に勝利して満足したエリザベートは、徐々に宮廷や息子との距離を取り始め、堅苦しいウィーンを離れ、多くの時間をハンガリーのゲデレー宮殿で過ごすようになる。ルドルフは母親を慕っていたが、母は息子の気持ちに応えようとはしなかった。母の愛を知らずに育ったルドルフは、かつてのシシィのように「死」に母の面影を重ね、彼を友として慕うようになっていた。("ママ、どこにいるの？")
（ルドルフの教師は、慣例であった聖職者や貴族という地位に囚われず、能力のある市民の知識人から選任された。結果として皇太子は、皇帝を頂点とする君主制とは相容れない自由主義的な思想に惹かれるようになり、母親と同じように父親やウィーン宮廷と対立していくこととなる。）
宮廷の義務からは逃避したエリザベートであるが、孤児院や救貧員への慰問など社会奉仕活動には積極的であった。貧民や病人の世話が幼い頃からのヴィッテルスバッハ家の伝統であり、また彼女自身も、自分が興味を持つことに関しては、偏見を持たず、相手の地位や身分にとらわれず接する人物であった。特に、彼女が生涯足しげく通ったのが精神病院であった。これは親類が多く精神の病を患っていたことも関係する。そして、ウィーン郊外のとある精神病院を慰問した際、エリザベートは一人の女性患者と出会う。彼女は自分こそが気高き皇后であり、エリザベートこそ狂った精神病者だと叫び、拘束具で取り押さえられる。彼女は、皇后というしがらみに拘束されている己を省みて、肉体は拘束されていても、何も縛られない無垢な魂を持つその女性に惹かれる。敬愛する戯曲『真夏の夜の夢』に登場する妖精ティターニアのように、周りからどんなに奇異な目で見られ狂ったと言われようと、気高く心のままに生きられたらどんなに素晴らしいかと。そして、ウィーン宮廷や姑との戦いに勝利しても、結局何一つ自分が望むものは手にいれられていないことに気づかされる。まるで今の自分は、自由の象徴であった曲芸のロープの上で、暗闇の中、恐怖に震え立ち竦んでいるようだと。「いっそ足元の深淵に身を投げてしまいたい」と本心では願っていても、暗闇の先に待つ虚無の不安に怯えながら、見せかけの人生を歩み続けるしかないのか、彼女は自問自答する。(“魂の自由”)
ホーフブルク宮殿のサロンでは、ゾフィーと近親が、皇帝を皇后から引き離すための策を話し合っていた。皇帝は、オーストリア=ハンガリー帝国のハンガリー王国の初代首相に、1848年のハンガリー革命の首謀者の一人であるアンドラーシを任命した。彼はエリザベートと親しい関係にあり、後に帝国の外相も勤めることになる。これ以上皇后の介入を許すと帝国が瓦解してしまうと恐れた彼女らは、非常手段として皇帝に愛人を用意する。("我々か彼女か") しかし売春宿から連れてこられた娘は病気持ちだった。("マダム・ヴォルフのコレクション") 体操室で運動中に倒れたエリザベートは、医師から原因は過剰なダイエットではなくフランス病だと告げられる。夫の忠誠心を信じきっていた彼女は取り乱し、自ら命を絶つと口ばしる。すると、その言葉を待っていた「死」が現れ、最後の決断を迫る。しかし、彼女は皇帝との婚約の証を首から外すと、この裏切りをむしろ宮廷とのしがらみを絶つために夫が自分に与えた救いなのだと受け取る。そして以後、彼女はウィーンを離れ、旅から旅への流浪の生活を続けることになる。("微熱")
ホーフブルク宮殿では、フランツ・ヨーゼフが、エリザベートを自身から引き離す策略に対して母ゾフィーに抗議している。私は帝国のためにやったという母の言葉に、もう二度と夫婦の間に干渉はさせないと言い残し、彼は立ち去る。1848年の革命は、皇帝が退位する事態にまで発展してオーストリアは危機に陥った。その際、非情にも無能な夫フランツ・カールに帝位継承権を放棄させ、息子であるフランツ・ヨーゼフに皇帝を継がせたのはゾフィーであった。息子に皇帝として必要なあらゆる教育を施し、勤勉で非の打ち所のない人物へと厳しく育て上げた。エリザベートに厳しく接したのも、すべて帝国の行く末を案じてのことであった。「義務を忘れたものは、滅ぶ運命にある」との言葉を残し、ゾフィーは息を引き取った。(“ベラリア”)
療養と称してエリザベートは、マディラ島、コルフ島、ハンガリー、イギリスと、公務を放棄して1箇所に留まることなく当て所ない旅を続ける。傘と扇子を持ち、早足で山から海へと歩き続け、くたびれ果てた表情で従者たちが彼女の後を追う。一方、皇帝はウィーンに戻らない妻の体調を案じて毎日のように手紙を書いている。そして、10年が経った。皇后専属の美容師は髪を梳かした後、まっさらな櫛を彼女に見せる。櫛についた抜け毛を隠して、エリザベートを安心させるのは彼女の日課であった。しかし、ルキーニがこっそり一本抜き取ると、それは白髪であった。エリザベートはさらに旅を続けた。ハイネのように詩に没頭し、乗馬にのめりこみ、古代ギリシャに傾倒した。ハイネへの博識は専門家を凌駕するほどで、乗馬の腕前はヨーロッパ有数の実力とまで言われた。結果エリザベートは17年間、何かを求めて走り続けた。ルキーニが彼女に鏡を差し出す。世紀の美貌と謳われた皇后にも確実に老いの影が忍び寄っていた。("放浪の歳月”)
旅の末にエリザベートがたどり着いたのはギリシャのコルフ島であった。彼女はここに敬愛する古代ギリシャの英雄アキレウスの名を付けた別荘を建て、外界との接触を避けるように閉じこもった。崇拝する哲学者や詩人ハイネの銅像を飾り、詩作に没頭した。エリザベートはハイネの情熱的で自然溢れる詩を愛し、彼のシニカルで社会批判的な思想に共感を覚えていた。ドイツ生まれのユダヤ人として生涯国に馴染むことができず、後にドイツを追われフランスで晩年を過ごす生い立ちにも彼女は親近感を感じていた。彼女はハイネを師と仰ぎ、彼の魂と繋がりがあると信じていた。ある日、エリザベートがハイネの魂に呼びかけようと試みると、懐かしい声の主が語りかけてきた。その声は、現世から目を背け死者の魂とばかり向き合う彼女の身を案じていた。しかし、シシィはこの時代、この世界に自分の居場所はないと嘆くだけであった。そして、「アデュー、シシィ（Adieuはフランス語で永遠の別れの意味）」という言葉を残して声は消えた。同じ頃、シシィの誰よりの理解者であり、憧れであった父マックスはこの世を去った。行き着く先を失くした自由な魂は、コルフ島にも長くは留まらず、安住の地を求めて再び彷徨い始めた。("パパみたいに〈リプライズ〉")
エリザベートが旅を続ける間に、ルドルフは青年へと成長した。一方で、ヨーロッパでは民族主義やファシズムが台頭を始めており、帝国領内の民族による複合国家であるオーストリアでも、各民族の自治や権利を求める動きが強まっていた。特に多民族都市であるウィーンでは、ドイツ人の民族的優位と権利擁護を掲げるシェーネラーなどのドイツ民族主義者が台頭しており、少数ながら経済的に恵まれていたユダヤ人はその格好の標的であった。ルドルフは、市民の権利を押さえ込み、領内の民族主義運動を弾圧する父親の古い権威主義的な統治方法では、一時的には帝国の体面は保てても、結果としてその崩壊を早めてしまうだけだと危機感を持っていた。彼の理想は中央ヨーロッパの各民族が対等な権利を持ち、ドナウ連邦として共存共栄を図ることにあった。しかし、匿名で新聞に投稿した体制批判の記事が暴露され、父親と決定的に対立し、民族主義者からも裏切り者と糾弾される。結婚生活も冷え切っており、政治的にも宮廷生活でも孤立した彼は、徐々に精神を病んでいく。そんな折、母がウィーンに帰ってきた。ルドルフは自らの心情を吐露して、皇帝へ口添えして欲しいと助けを求めた。しかし、宮廷との繋がりをすべて断ち切っていたエリザベートは、息子の懇願を頑なに拒否する。絶望したルドルフは、1889年ウィーン郊外のマイヤーリンクで「死」の接吻を受け入れ、拳銃で自ら命を絶つ。息子の死を前に、エリザベートはルドルフは自分の生き写しだったことに気づく。そして、己の自由を求めるばかりに、同じように自由を欲していた息子を見殺しにしたことを悔やみ、棺の前で泣き崩れる。その悲しみはあまりに深く、彼女は息子の命を奪った忌々しき相手にさえ哀れみを乞うた。だが、「死」はその嘆きに答えようとはしなかった。
息子の死はエリザベートに大きなショックを与えた。彼女は身の回りの豪華なドレスや宝飾品はすべて譲り渡し、残りの生涯を喪服だけで過ごした。すでに父親は他界しており、事件の翌年には姉ヘレネ、そして母ルドヴィカと親しい者が彼女を残して次々とこの世を去った。無理なダイエットがたたり、神経痛に悩まされ、病気がちであった。常に傘と扇で皺の目立つ顔を隠して、それでも孤独に旅を続けるエリザベートを新聞は、狂気に憑かれた哀れな皇后と同情的に書きたてた。しかし、ルキーニは認められなかった。息子の遺体の前でうずくまる皇后の写真を手に、これも国民の同情を買うためのキッチュなんだと彼は訴えた。ルキーニは悲惨な人生を送った。捨て子として孤児院に入れられ、孤児院から孤児院、里親から里親へとたらいまわしにされた。定職に就けず、国から国へと渡り歩いた先のスイスで無政府主義に出会い、傾倒した。生まれながらに特権を享受する王族や貴族階級は、彼にとって誰よりも憎むべき存在でなければならなかった。("キッチュ〈リプライズ〉")
1895年2月マルタン岬のテラス、フランツ・ヨーゼフはエリザベートの旅先を訪れ、満月の夜に二人は再会する。その苦難の人生を象徴するかのように、皇帝の髪と長く伸びた髭はすでに真っ白に染まっていた。彼は、宮廷に戻らない妻を責めようとはせず、出会いから変わらない愛を伝え、「私の元に帰ってきてほしい」と呼び掛けた。しかし、エリザベートは自分たちを積荷も目的地も違う二艘の船に例え、海上で偶然すれ違うことはあっても、二人が完全に相容れることは今後も決してないと告げると、夫の元を発っていった。バートイシュルで愛し合い結ばれたはずの夫婦が、40年の時を経て、お互いの孤独と愛の限界を再確認するだけの不幸な再会であった。("夜のボート")
（晩年のエリザベートの姿を残した写真や絵はほとんどない。彼女が最後に公に姿を現したのは、1896年のハンガリー建国千年の式典である。皇帝の傍らにただ無表情で座る皇后の姿を新聞は、「現実から離れてしまっている」「死の影に寄り添われている」とも報じている。体調の悪化に伴い、エリザベートの滞在先も移動が容易なスイスなどの観光地に限定された。この頃になってもダイエットをやめることはなかったという。無政府主義が蔓延る不穏な時代、何度も警察が護衛を申し出るが、エリザベートはこれを拒否している。）
ハプスブルク帝国は戦争で多くの領地を失い、残された地域でも独立を求める民族主義運動が激化していた。また、皇帝の弟メキシコ皇帝マキシミリアンが革命で銃殺、皇后の従兄ルートヴィヒ2世は精神を病み湖で溺死するなど、皇帝や皇后の周辺でも不幸な事件が続いていた。ハプスブルク600年の栄光はすでに過去のものとなり、その滅亡の時が刻一刻と近づいていたのである。そしてある晩、皇帝フランツ・ヨーゼフは悪夢に魘され、その夢の中で「死」と対峙する。彼の手には、エリザベート暗殺の凶器のやすりが握られていた。沈みゆく帝国を模した沈没寸前の巨大船のデッキの上で、逃げまどう亡国の住人たちをよそに、エリザベートは虚ろな表情で何かを待つかのようにただ佇んでいた。皇帝は妻を救い出そうとするが、亡霊たちに妨げられ身動きが取れない。そして、ついに「死」はルキーニにやすりを手渡す。その瞬間、阿鼻叫喚の叫び声と共に、皇帝や亡霊たちは次々と光の中へと吸い込まれていった。再び、裁判官の尋問の声が響き渡り、ルキーニが最後の証言を行う。("最後の証言")

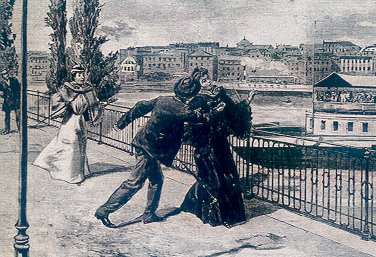
ルキーニに刺されるエリザベート

1898年9月10日ジュネーヴ、レマン湖のほとり。船の汽笛が鳴り響くと、エリザベートと侍女のスターレイ伯爵夫人が現われる。二人は蒸気船の乗り場へと向かっていた。突然、すれ違いざまに一人の男が皇后の胸をヤスリで突き刺す。男はその場ですぐに取り押さえられた。皇后はすぐに起き上がり周りの者を制して桟橋へと向かうが、再び倒れ意識を失う。闇の中、エリザベートが日の光に目覚めると、そこには少女の頃と同じく「死」の姿があった。彼女は身に着けていた喪服を脱ぎ捨てると、過去のすべての記憶の消滅と、いつ何処とも知れない魂の安住の地での再生を誓い、死と深い口づけを交わした。エリザベート暗殺の18年後、皇帝フランツ・ヨーゼフも崩御する。彼の死の2年後、ハプスブルク帝国は崩壊、帝国内の各民族は独立を果たし、中央ヨーロッパに新しい時代が到来した。("ヴェールは降りた")
...私が旅に出るたびに、カモメの群れが船のあとについてきた。そのなかには必ず、ほとんど黒に近い濃い色のカモメが一羽いる。時にはその黒いカモメが、大陸から大陸へと移動する間、ずっと私に付き添っていたこともあった。その鳥は私の運命なのだと思う...（「死」の着想となったとされるエリザベートの詩より）

## 公演記録
1992年9月のウィーンでの初演以後、日本（1996年2月初演）、ハンガリー（1996年8月初演）、スウェーデン（1999年9月初演）、オランダ（1999年11月初演）、ドイツ（2001年3月初演）、イタリア（2004年7月初演）、フィンランド（2005年9月初演）、スイス（2006年7月初演）、ベルギー（2009年3月初演）、韓国（2012年2月初演）で現地語での翻訳上演がなされた。また、オーストリア国内を始めヨーロッパ、アジア（2007年日本、2014年中国）でのツアー公演も行われている。イギリスでは、イギリス王室や北アイルランド問題に絡んで非常にデリケートな内容であることも一因として、現在も上演がなされていない。演出についてはウィーン発のミュージカルらしく、ウィーン劇場協会の許可する範囲でオペラのようにプロダクション毎に自由となっている。また曲目やシーンの順番などもプロダクション毎に異なり、新曲も度々追加されている。

### ウィーン版
ウィーンでは、1992年にアン・デア・ウィーン劇場で初演され、2003年、2012年にライムント劇場で再演された。2003年の再演ではオランダ、ドイツ公演で追加された"私が踊る時"などのシーンや楽曲が、2012年の再演では宝塚版の"愛と死の輪舞"にあたる"Rondo-Schwarzer Prinz(ロンド-黒い王子)"が追加された。2019年には初演時のエリザベート役であるピア・ドゥーヴェスでシェーンブルン宮殿の前庭にて2日間の野外コンサート形式で上演した。
|                      | エリザベート       | トート         | ルキー二       | フランツ・ヨーゼフ     | ルドルフ         |
| -------------------- | ------------------ | -------------- | -------------- | ---------------------- | ---------------- |
| 1992年 -1998年(初演) | ピア・ドゥーヴェス | Uwe Kröger     | Ethan Freeman  | Viktor Gernot          | Andreas Bieber   |
| 2003年 - 2005年      | Maya Hakvoort      | マテ・カマラス | Serkan Kaya    | Andre Bauer            | Jesper Tyden     |
| 2012年 - 2014年      | Annemieke van Dam  | Mark Seibert   | Kurosch Abbasi | Franziskus Hartenstein | Anton Zetterholm |

|        | エリザベート       | トート       | ルキーニ     | フランツ・ヨーゼフ | ルドルフ     |
| ------ | ------------------ | ------------ | ------------ | ------------------ | ------------ |
| 2019年 | ピア・ドゥーヴェス | Mark Seibert | David Jakobs | Viktor Gernot      | Lukas Perman |
| 2022年 | Maya Hakvoort      | Mark Seibert | David Jakobs | Andre Bauer        | Lukas Perman |

### 宝塚歌劇団版
宝塚歌劇団の演出家・小池修一郎が、1992年にロンドンで現地のミュージカル作品の音楽集で興味を惹かれるものを探していたところ、その店の店主からこの『エリザベート』を薦められた。また翌年には、歌劇団に来客として訪れたイスタンブール在住の中国人の大学教授から、『エリザベート』のドイツ語プログラムを受け取ったりもしている。
これらの経緯を経て、日本では宝塚歌劇団が上演権を取得し、1996年に初めて日本に紹介。雪組で、当時トップスターだった一路真輝のさよなら公演として初演された。始めこそ評判はいまひとつであったが、次第にチケットが取れないほどの人気が出る。
一路の退団公演だったため「なぜ、さよなら公演で死を演じるのか?」「トップ退団公演で死はおかしい」など当時は疑問視されたが、公演開始後に徐々に批判はなくなった。また「宝塚版はウィーン版を改竄している」と熱烈なミュージカルファンから批判があったため、後述する東宝版はウィーン版に倣って制作された。
日本人には馴染みの薄い歴史を描いた演目ではあったが、成功を収め、その後も再演を繰り返し、宝塚歌劇団を代表する人気演目に成長した。また、これが原因で女性を中心に「ハプスブルク帝国ブーム」がおき、その華麗な宮廷生活への憧れなどからオーストリア・ウィーンへの観光客増加を惹起した。
2007年5月4日から8月12日までの雪組公演中である2007年5月24日の15時00分公演で、観客動員150万人を突破。
2014年8月22日に上演800回を達成。
2014年9月11日に観客動員200万人を突破。
2016年7月22日の宙組宝塚大劇場公演初日に、通算上演回数900回、10月16日の東京宝塚劇場の11時公演で通算上演回数1000回を達成。
潤色・演出
小池修一郎、中村一徳（2002年花組公演、演出のみ）、小柳奈穂子（2016年宙組公演、演出のみ）
公演会場
宝塚大劇場・東京宝塚劇場（1998年宙組東京公演を除く）、TAKARAZUKA1000days劇場（1998年宙組東京公演）
| 公演年・組 | トート     | エリザベート        | フランツ・ ヨーゼフ   | ルキーニ            | ルドルフ                                     | ルドルフ （少年時代） | ゾフィー   | エルマー                          | マダム・ヴォルフ | マデレーネ                          |
| ---------- | ---------- | ------------------- | --------------------- | ------------------- | -------------------------------------------- | --------------------- | ---------- | --------------------------------- | ---------------- | ----------------------------------- |
| 1996年雪組 | 一路真輝   | 花總まり            | 高嶺ふぶき            | 轟悠                | 香寿たつき（宝塚） 和央ようか（東京）        | 安蘭けい              | 朱未知留   | 和央ようか（宝塚） 高倉京（東京） | 美穂圭子         | 星奈優里                            |
| 1996年星組 | 麻路さき   | 白城あやか          | 稔幸                  | 紫吹淳              | 絵麻緒ゆう                                   | 月影瞳                | 出雲綾     | 湖月わたる                        | 鈴奈沙也         | 眉月凰                              |
| 1998年宙組 | 姿月あさと | 花總まり            | 和央ようか            | 湖月わたる          | 朝海ひかる（宝塚） 樹里咲穂（東京） 夢輝のあ | 初嶺まよ              | 出雲綾     | 夢輝のあ                          | 鈴奈沙也         | 夏河ゆら（宝塚） 華宮あいり（東京） |
| 2002年花組 | 春野寿美礼 | 大鳥れい 遠野あすか | 樹里咲穂              | 瀬奈じゅん          | 彩吹真央                                     | 望月理世              | 夏美よう   | 蘭寿とむ                          | 幸美杏奈         | 舞城のどか                          |
| 2005年月組 | 彩輝直     | 瀬奈じゅん          | 初風緑                | 霧矢大夢            | 大空祐飛                                     | 彩那音                | 美々杏里   | 月船さらら                        | 嘉月絵理         | 城咲あい                            |
| 2007年雪組 | 水夏希     | 白羽ゆり            | 彩吹真央              | 音月桂              | 凰稀かなめ                                   | 冴輝ちはや            | 未来優希   | 彩那音                            | 晴華みどり       | 愛原実花                            |
| 2009年月組 | 瀬奈じゅん | 凪七瑠海            | 霧矢大夢              | 龍真咲              | 遼河はるひ 青樹泉 明日海りお                 | 羽桜しずく            | 城咲あい   | 遼河はるひ 青樹泉                 | 沢希理寿         | 蘭乃はな                            |
| 2014年花組 | 明日海りお | 蘭乃はな            | 北翔海莉              | 望海風斗            | 芹香斗亜 柚香光                              | 矢吹世奈              | 桜一花     | 瀬戸かずや                        | 大河凜           | 水美舞斗                            |
| 2016年宙組 | 朝夏まなと | 実咲凜音            | 真風涼帆              | 愛月ひかる          | 澄輝さやと 蒼羽りく 桜木みなと               | 星風まどか            | 純矢ちとせ | 澄輝さやと 蒼羽りく 桜木みなと    | 伶美うらら       | 結乃かなり                          |
| 2018年月組 | 珠城りょう | 愛希れいか          | 美弥るりか 月城かなと | 月城かなと 風間柚乃 | 暁千星 風間柚乃                              | 蘭世惠翔              | 憧花ゆりの | 蓮つかさ 暁千星                   | 白雪さち花       | 天紫珠李                            |

1. ↑  樹里が数日間休演したことに伴う代役。
2. ↑  大鳥が数日間休演したことに伴う代役。
3. ↑  宙組より特別出演。
4. 1 2 3 4 5 6 7  役替わり。
5. ↑  美弥が数日間休演したことに伴う代役。
6. ↑  美弥が数日間休演し、月城が代役を演じたことに伴う代役。

| 公演年・組 | トート     | エリザベート                        | フランツ・ ヨーゼフ | ルキーニ   | ルドルフ   | ルドルフ （少年時代） | ゾフィー   | エルマー                    | マダム・ヴォルフ | マデレーネ   |
| ---------- | ---------- | ----------------------------------- | ------------------- | ---------- | ---------- | --------------------- | ---------- | --------------------------- | ---------------- | ------------ |
| 1996年雪組 | 安蘭けい   | 貴咲美里                            | 汐美真帆            | 楓沙樹     | 貴城けい   | 初嶺まよ              | 未来優希   | 眉月凰(宝塚) 彩吹真央(東京) | 愛耀子           | 有沙美帆     |
| 1996年星組 | 彩輝直     | 月影瞳                              | 高央りお            | 朝宮真由   | 眉月凰     | 朝澄けい              | 羽純るい   | 音羽椋                      | 久路あかり       | 妃里梨江     |
| 1998年宙組 | 夢輝のあ   | 南城ひかり（1幕） 久路あかり（2幕） | 朝比奈慶            | 久遠麻耶   | 華宮あいり | 月船さらら            | 梶花空未   | 初嶺まよ                    | 毬穂えりな       | 海宝珠起     |
| 2002年花組 | 蘭寿とむ   | 遠野あすか                          | 未涼亜希            | 桐生園加   | 愛音羽麗   | 華城季帆              | 桜一花     | 華形ひかる                  | 七星きら         | 花野じゅりあ |
| 2005年月組 | 青樹泉     | 夢咲ねね                            | 真野すがた          | 彩那音     | 龍真咲     | 明日海りお            | 城咲あい   | 星条海斗                    | 憧花ゆりの       | 紫水梗華     |
| 2007年雪組 | 沙央くらま | 大月さゆ                            | 大凪真生            | 大湖せしる | 蓮城まこと | 詩風翠                | 晴華みどり | 祐輝千寿                    | 純矢ちとせ       | 愛輝ゆま     |
| 2009年月組 | 明日海りお | 羽桜しずく                          | 紫門ゆりや          | 宇月颯     | 煌月爽矢   | 千海華蘭              | 玲実くれあ | 鳳月杏                      | 彩星りおん       | 麗百愛       |
| 2014年花組 | 柚香光     | 花乃まりあ                          | 和海しょう          | 水美舞斗   | 優波慧     | 桜舞しおん            | 仙名彩世   | 矢吹世奈                    | 真彩希帆         | 更紗那知     |
| 2016年宙組 | 瑠風輝     | 星風まどか                          | 留依蒔世            | 和希そら   | 鷹翔千空   | 湖々さくら            | 瀬戸花まり | 真名瀬みら                  | 華妃まいあ       | 優希しおん   |
| 2018年月組 | 暁千星     | 美園さくら                          | 輝生かなで          | 風間柚乃   | 彩音星凪   | 菜々野あり            | 麗泉里     | 礼華はる                    | 蘭世惠翔         | 結愛かれん   |

### 宝塚歌劇団OG ガラコンサート
1997年9月に、大阪、東京で上演される。
2006年に日本初演10周年を記念し、宝塚歌劇団のOGによるガラコンサートが東京芸術劇場中ホールと梅田芸術劇場メインホールにて上演される。
2012年には宝塚歌劇100周年記念として、東急シアターオーブと梅田芸術劇場メインホールで上演。この公演では在団中の轟悠も出演した。また、在団中には出演していなかった紫苑ゆうがトート役で特別出演した。
2016年には初演20周年を記念し、梅田芸術劇場メインホールとBunkamuraオーチャードホールで上演。初演メンバーを中心としたトーク&ライブ形式の「モニュメントバージョン」、従来の形式で当時の衣装を着用して上演する「フルコスチュームバージョン」、当時の衣装着用はなしでさまざまな組み合わせで上演する「アニバーサリーバージョン」の3パターンの上演形式となった。
2021年には初演25周年を記念して、梅田芸術劇場メインホールと東急シアターオーブで上演。これまでに上演された各組宝塚歌劇版での各役の扮装そのままとなる「フルコスチュームバージョン」、衣装着用はせずにさまざまな組み合わせで上演する「アニヴァーサリーバージョン」の2パターンの上演形式となった。さらに、一部の公演はライブ配信、及びライブ・ビューイングも行われた。なお、東急シアターオーブでの一部公演は緊急事態宣言の発令により中止、または無観客でのライブ配信に変更となった。
| 公演年・組    | トート                                                                                   | エリザベート                                                                             | フランツ・ ヨーゼフ                                      | ルキーニ | ルドルフ                                                                            | ルドルフ （少年時代）                                 | ゾフィー                           | マダム・ヴォルフ    |
| ------------- | ---------------------------------------------------------------------------------------- | ---------------------------------------------------------------------------------------- | -------------------------------------------------------- | --- | ----------------------------------------------------------------------------------- | ----------------------------------------------------- | ---------------------------------- | ------------------- |
| 2006年        | 麻路さき 姿月あさと                                                                      | 白城あやか 大鳥れい 月影瞳（代役）                                                       | 稔幸                                                     | 樹里咲穂 | 絵麻緒ゆう 香寿たつき（東京のみ）                                                   | 月影瞳 朝澄けい                                       | 美々杏里                           | 久路あかり          |
| 2012年        | 一路真輝 姿月あさと 彩輝なお 春野寿美礼 紫苑ゆう（特別出演）                             | 花總まり 大鳥れい 白羽ゆり                                                               | 高嶺ふぶき 初風緑                                        | 轟悠 湖月わたる                                                                                             | 香寿たつき 朝海ひかる 涼紫央                                                        | 初嶺麿代 望月理世                                     | 初風諄 出雲綾 朱未知留（東京のみ） | 嘉月絵理 彩星りおん |
| 2016 - 2017年 | 一路真輝 麻路さき 姿月あさと 春野寿美礼 彩輝なお 瀬奈じゅん 水夏希                       | 花總まり 白城あやか(東京のみ) 大鳥れい 白羽ゆり 龍真咲（大阪のみ） 凪七瑠海（東京のみ）  | 高嶺ふぶき 稔幸 初風緑 樹里咲穂                          | 轟悠（大阪はビデオ出演） 湖月わたる 樹里咲穂 瀬奈じゅん（東京のみ） 霧矢大夢（大阪のみ） 龍真咲（東京のみ） | 香寿たつき えまおゆう 朝海ひかる 樹里咲穂 彩吹真央 涼紫央 凰稀かなめ（東京のみ）    | 安蘭けい 月影瞳 初嶺磨代 望月理世                     | 朱未知留 出雲綾 未来優希           |                     |
| 2021年        | 麻路さき 姿月あさと 彩輝なお 春野寿美礼 瀬奈じゅん 水夏希 朝夏まなと 望海風斗 明日海りお | 白城あやか 大鳥れい 白羽ゆり 夢咲ねね 明日海りお 蘭乃はな 愛希れいか 実咲凜音 花乃まりあ | 稔幸 和央ようか 霧矢大夢 北翔海莉 初風緑 彩吹真央 鳳真由 | 湖月わたる 瀬奈じゅん 霧矢大夢 望海風斗 宇月颯                                                              | えまおゆう 朝海ひかる 大空ゆうひ 凰稀かなめ 彩吹真央 七海ひろき 澄輝さやと 蒼羽りく | 月影瞳 安蘭けい 初嶺麿代 望月理世 桜舞しおん 矢吹世奈 | 出雲綾 純矢ちとせ                  | 嘉月絵理 大月さゆ   |

### 東宝版
日本では宝塚歌劇団が1996年よりエリザベートの上演を行ってきたが、加えて2000年から東宝により、ウィーン版を基本とした東宝版エリザベートが上演されている。東宝版では、宝塚版でカットされたシーンが加えられ、各国版と同じくエリザベートが主役となるように脚本、演出、楽曲、歌詞が改訂された。一方で、宝塚版のみで使用される楽曲（愛と死の輪舞）や設定（ハンガリー革命家等）が残されるなど、東宝版はウィーン版と宝塚版の折衷版ともいえる。
東宝版初演のエリザベート役には宝塚初演でトート役を演じた一路真輝、トート役は元劇団四季の山口祐一郎と文学座の内野聖陽、ルキーニ役は高島政宏、ルドルフ役は東京藝術大学在学中の井上芳雄などが抜擢された。
2000年の東宝版初演にあたって、新曲「夢とうつつの狭間に」などが書き下ろされた。2004年の再演では「私が踊る時」「ゾフィーの死」などが追加された。
演出等の大幅な変更は、2001年、2004年、2015年の再演の際に行われている。
2012年の再演では、ハンガリー版・ウィーン再演版でトート役を演じたマテ・カマラスが同役を日本語で演じた。
2020年は、新型コロナウイルスの感染拡大を受け、地方公演も含めた全公演が中止となった。
2022年は、新型コロナウィルス感染症等の影響により、帝国劇場、御園座、梅田芸術劇場の一部公演が中止となった他、博多座公演の前楽、千秋楽公演がライブ配信された。
* 演出・訳詞 : 小池修一郎
| 年                 | エリザベート          | トート                             | ルキーニ                     | フランツ                          | ルドルフ                               | ゾフィー                      | マックス   | ルドヴィカ            | マダム・ヴォルフ | エルマー |
| ------------------ | --------------------- | ---------------------------------- | ---------------------------- | --------------------------------- | -------------------------------------- | ----------------------------- | ---------- | --------------------- | ---------------- | -------- |
| 2000年             | 一路真輝              | 山口祐一郎 内野聖陽                | 髙嶋政宏                     | 鈴木綜馬                          | 井上芳雄                               | 初風諄                        | 寺泉憲     | 阿知波悟美            | シルビア・グラブ | 今拓哉   |
| 2001年             | 一路真輝              | 山口祐一郎 内野聖陽                | 髙嶋政宏                     | 鈴木綜馬                          | 井上芳雄                               | 初風諄                        | 寺泉憲     | 阿知波悟美            | シルビア・グラブ | 今拓哉   |
| 2004年             | 一路真輝              | 山口祐一郎 内野聖陽                | 髙嶋政宏                     | 鈴木綜馬 石川禅                   | 浦井健治 パク・トンハ                  | 初風諄                        | 村井国夫   | 春風ひとみ            | 伊東弘美         | 今拓哉   |
| 2005年             | 一路真輝              | 山口祐一郎 内野聖陽                | 髙嶋政宏                     | 鈴木綜馬 石川禅                   | 浦井健治 パク・トンハ 井上芳雄         | 寿ひずる                      | 村井国夫   | 春風ひとみ            | 伊東弘美         | 藤本隆宏 |
| 2006年             | 一路真輝              | 山口祐一郎 武田真治                | 髙嶋政宏                     | 鈴木綜馬 石川禅                   | 浦井健治 パク・トンハ                  | 寿ひずる 初風諄               | 村井国夫   | 春風ひとみ            | 伊東弘美         | 藤本隆宏 |
| 2008 - 2009年      | 涼風真世 朝海ひかる   | 山口祐一郎 武田真治                | 髙嶋政宏                     | 鈴木綜馬 石川禅                   | 浦井健治 伊礼彼方                      | 寿ひずる 初風諄（帝国・梅田） | 村井国夫   | 春風ひとみ            | 伊東弘美         | 中山昇   |
| 2010年             | 朝海ひかる 瀬奈じゅん | 山口祐一郎 石丸幹二 城田優         | 髙嶋政宏                     | 石川禅                            | 浦井健治 伊礼彼方 田代万里生           | 寿ひずる 杜けあき             | 村井国夫   | 阿知波悟美 春風ひとみ | 伊東弘美         | 岸祐二   |
| 2012年             | 瀬奈じゅん 春野寿美礼 | 山口祐一郎 石丸幹二 マテ・カマラス | 髙嶋政宏                     | 石川禅 岡田浩暉                   | 大野拓朗 平方元基 古川雄大             | 寿ひずる 杜けあき             | 今井清隆   | 春風ひとみ            | 伊東弘美         | 岸祐二   |
| 2015年             | 花總まり 蘭乃はな     | 城田優 井上芳雄                    | 山崎育三郎 尾上松也          | 田代万里生 佐藤隆紀（Le_Velvets） | 古川雄大 京本大我（ジャニーズJr.）     | 剣幸 香寿たつき               | 大谷美智浩 | 未来優希（2役）       | 未来優希（2役）  | 角川裕明 |
| 2016年             | 花總まり 蘭乃はな     | 城田優 井上芳雄                    | 山崎育三郎 成河              | 田代万里生 佐藤隆紀（Le_Velvets） | 古川雄大 京本大我（ジャニーズJr.）     | 涼風真世 香寿たつき           | 大谷美智浩 | 未来優希（2役）       | 未来優希（2役）  | 角川裕明 |
| 2019年             | 花總まり 愛希れいか   | 井上芳雄 古川雄大                  | 山崎育三郎 成河              | 田代万里生 平方元基               | 京本大我（SixTONES） 三浦涼介 木村達成 | 剣幸 涼風真世 香寿たつき      | 原慎一郎   | 未来優希（2役）       | 未来優希（2役）  | 植原卓也 |
| 2020年（公演中止） | 花總まり 愛希れいか   | 井上芳雄 古川雄大 山崎育三郎       | 尾上松也 上山竜治 黒羽麻璃央 | 田代万里生 佐藤隆紀（Le_Velvets） | 三浦涼介                               | 剣幸 涼風真世 香寿たつき      | 原慎一郎   | 未来優希（2役）       | 未来優希（2役）  | 植原卓也 |
| 2022 - 2023年      | 花總まり 愛希れいか   | 井上芳雄 古川雄大 山崎育三郎       | 上山竜治 黒羽麻璃央          | 田代万里生 佐藤隆紀（Le_Velvets） | 甲斐翔真 立石俊樹                      | 剣幸 涼風真世 香寿たつき      | 原慎一郎   | 未来優希（2役）       | 未来優希（2役）  | 佐々木崇 |
| 2025 - 2026年      | 望海風斗 明日海りお   | 井上芳雄 古川雄大 山崎育三郎       | 尾上松也 黒羽麻璃央          | 田代万里生 佐藤隆紀（Le_Velvets） | 伊藤あさひ 中桐聖弥                    | 涼風真世 香寿たつき           | 田村雄一   | 未来優希（2役）       | 未来優希（2役）  | 佐々木崇 |

| 公演年       | 公演会場                                                      | 公演回数 |
| ------------ | ------------------------------------------------------------- | -------- |
| 2000年       | 帝国劇場                                                      | 117 回   |
| 2001年       | 帝国劇場 (43)、中日劇場 (38)、梅田コマ劇場 (41)、博多座 (40)  | 162 回   |
| 2004年       | 帝国劇場 (115)、中日劇場 (42)、博多座 (38)、梅田コマ劇場 (55) | 250 回   |
| 2005年       | 帝国劇場                                                      | 40 回    |
| 2006年       | 日生劇場                                                      | 37 回    |
| 2008 -2009年 | 中日劇場 (38)、博多座 (38)、帝国劇場 (76)、梅田芸術劇場 (38)  | 190 回   |
| 2010年       | 帝国劇場                                                      | 107 回   |
| 2012年       | 帝国劇場 (64)、博多座 (31)、中日劇場 (31)、梅田芸術劇場 (38)  | 164 回   |
| 2015年       | 帝国劇場                                                      | 98回     |
| 2016年       | 帝国劇場 (38)、博多座 (39)、梅田芸術劇場 (26)、中日劇場 (22)  | 125回    |
| 2019年       | 帝国劇場 (108)                                                | 108回    |
| 2022年       | 帝国劇場(55)、御園座(17)、梅田芸術劇場(6)、博多座(27)         | 105回    |
| 2025年       | 東急シアターオーブ、札幌文化芸術劇場、梅田芸術劇場、博多座    |          |

### ウィーン版の日本公演
2007年には、ウィーンで上演されているドイツ語のオリジナル版が、オーストリア大使館後援のもと、梅田芸術劇場メインホールで初上演された。エリザベート役は最多出演のマヤ・ハクフォート、トート役はマテ・カマラスが演じた。これに続いて新宿コマ劇場でもコンサート形式で上演された。東京公演がコンサート形式になったのは、ウィーンの舞台装置や演出を再現することが困難だったためである。
2012年10月には、『ウィーン版ミュージカル エリザベート20周年記念コンサート～日本スペシャルヴァージョン～』（梅田芸術劇場メインホール、東急シアターオーブ）が上演された。

## セットリスト
第一幕　ウィーン版
- Prolog / プロローグ
- Wie Du / パパみたいに
- Schön, Euch alle zu sehn / ようこそみなさま
- Schwarzer Prinz / 黒い王子 （オランダ初演で改訂、再々演より Rondo - Schwarzer Prinz / ロンド - 黒い王子 に変更）
- Jedem gibt er das Seine / 皇帝の義務
- So wie man plant und denkt... / 計画通り
- Nichts ist schwer / あなたが側にいれば
- Alle Fragen sind gestellt / 不幸の始まり
- Sie passt nicht / 結婚の失敗
- Der letzte Tanz / 最後のダンス
- Eine Kaiserin muss glänzen / 皇后の務め
- Ich gehör nur mir / 私だけに
- Stationen einer Ehe / 結婚生活の様子
- Die Schatten werden länger / 闇が広がる
- Die fröhliche Apokalypse / 楽しい黙示録
- Kind oder nicht / 子供の養育は （オランダ初演より追加）
- Elisabeth, mach auf mein Engel / エリザベート、開けておくれ
- Milch! / ミルク
- Uns're Kaiserin soll sich wiegen / 皇后の務め〈リプライズ〉
- Ich will Dir nur sagen - Ich gehör nur mir<Reprise> / 私だけに〈リプライズ〉

第二幕　ウィーン版
- Kitsch / キッチュ
- Eljen / エーヤン
- Wenn ich tanzen will / 私が踊る時 （ドイツ初演より追加）
- Mama, wo bist Du / ママ、何処なの?
- Sie ist verrückt / 精神病院
- Nichts, nichts, gar nichts / 魂の自由 （初演1993年より改訂）
- Wir oder sie / 我々か彼女か
- Nur kein Genieren / マダム・ヴォルフのコレクション
- Maladie - Die letzte Chance / 微熱 - 最後のチャンス
- Bellaria / ベラリア （オランダ初演より追加）
- Rastlose Jahre / 放浪の歳月
- Jagd / 狩 （初演のみ）
- Die Schatten werden länger<Reprise> / 闇が広がる〈リプライズ〉
- Streit zwischen Vater und Sohn / 父と息子の諍い （オランダ初演より追加）
- Hass! / 憎しみ
- Wie Du<reprise> / パパみたいに〈リプライズ〉
- Wenn ich dein Spiegel wär / 僕はママの鏡だから
- Mayerling-Walzer / 死の舞踏
- Totenklage / 死の嘆き
- Mein neues Sortiment - Kitsch<reprise> / 新しいウィーン土産 - キッチュ〈リプライズ〉
- Boote in der Nacht / 夜のボート
- Alle Fragen sind gestellt / 最後の証言
- Der Schleier fällt / ヴェールが降りる

第一幕　宝塚版/東宝版
- 我ら息絶えし者ども
- パパみたいに
- ようこそみなさま
- 愛と死の輪舞 （宝塚初演が初出）
- 皇帝の義務
- 計画通り
- 嵐も怖くない / あなたが側にいれば
- 不幸の始まり
- 結婚の失敗
- 最後のダンス
- 皇后の務め
- 私だけに
- 結婚1年目
- 闇が広がる
- 退屈しのぎ
- / 子供の養育は （東宝版04年再演より追加）
- エリザベート泣かないで
- ミルク
- 皇后の務め〈リプライズ〉
- 私だけに〈リプライズ〉

| 第二幕 宝塚版 - キッチュ - エーヤン - 私が踊る時 （花組初演より追加） - ママ、何処なの? - 皇后の勝利 - マダム・ヴォルフのコレクション - 微熱 - 最後のチャンス - 一時も休まない - 年月は過ぎる - 精神病院 - 魂の自由 - 闇が広がる〈リプライズ〉 - 独立運動 （宝塚初演が初出） - 僕はママの鏡だから - マイヤーリンク - 死の嘆き - 愛と死の輪舞〈リプライズ〉 - キッチュ〈リプライズ〉 - 夜のボート - 最終弁論 - 愛のテーマ | 第二幕 東宝版 - キッチュ - エーヤン - 私が踊る時 （04年再演より追加） - ママ、何処なの？ - 皇后の血筋 （東宝初演が初出、01年再演まで） - 精神病院 - 魂の自由 - 皇后の勝利 - マダム・ヴォルフのコレクション - 微熱 - 最後のチャンス - 夢とうつつの狭間に （東宝初演が初出、01年再演まで） - ゾフィーの死 （04年再演より追加） - 一時も休まない - 年月は過ぎる - パパみたいに〈リプライズ〉 - 父と息子 - 憎しみ - 闇が広がる〈リプライズ〉 - 独立運動 - 僕はママの鏡だから - マイヤーリンク - 死の嘆き - キッチュ〈リプライズ〉 - 夜のボート - 悪夢 - 愛のテーマ |

## 関連メディア
CD
|          | エリザベート       | トート         | ルキーニ       | フランツ・ヨーゼフ     | ルドルフ         |
| -------- | ------------------ | -------------- | -------------- | ---------------------- | ---------------- |
| 1992年版 | ピア・ドゥーヴェス | Uwe Kröger     | Ethan Freeman  | Viktor Gernot          | Andreas Bieber   |
| 1996年版 | Maya Hakvoort      | Addo Kruizinga | Bruno Grassini | Léon van Leeuwenberg   | Thomas Harke     |
| 2004年版 | Maya Hakvoort      | マテ・カマラス | Serkan Kaya    | André Bauer            | Lukas Perman     |
| 2005年版 | Maya Hakvoort      | マテ・カマラス | Serkan Kaya    | André Bauer            | Fritz Schmid     |
| 2012年版 | Annemieke van Dam  | Mark Seibert   | Kurosch Abbasi | Franziskus Hartenstein | Anton Zetterholm |
| 2019年版 | ピア・ドゥーヴェス | Mark Seibert   | David Jakobs   | Viktor Gernot          | Lukas Perman     |

(販売年/ドイツ語タイトル)
- 1992年版 / Originalaufnahmen aus dem Musical Elisabeth
- 1996年版 / Live aus dem Theater an der Wien Gesamtaufnahme des Musicals Elisabeth
- 2004年版 / Aktuelles Cast Album, Wien
- 2005年版 / Gesamtaufnahme live aus dem Theater an der Wien
- 2012年版 / Elisabeth - Gesamtaufnahme Live - Jubiläumsfassung
- 2019年版 / Elisabeth - Das Musical - Konzertante Aufführung - Open Air

その他、各国版のCDが発売されている。
DVD
|          | エリザベート  | トート         | ルキーニ    | フランツ・ヨーゼフ | ルドルフ     |
| -------- | ------------- | -------------- | ----------- | ------------------ | ------------ |
| 2005年版 | Maya Hakvoort | マテ・カマラス | Serkan Kaya | André Bauer        | Fritz Schmid |

|          | エリザベート  | トート       | ルキーニ     | フランツ・ヨーゼフ | ルドルフ     |
| -------- | ------------- | ------------ | ------------ | ------------------ | ------------ |
| 2022年版 | Maya Hakvoort | Mark Seibert | David Jakobs | Andre Bauer        | Lukas Perman |

|          | エリザベート | トート     | ルキーニ   | フランツ・ヨーゼフ | ルドルフ | ゾフィー   |
| -------- | ------------ | ---------- | ---------- | ------------------ | -------- | ---------- |
| 2016年版 | 花總まり     | 城田優     | 山崎育三郎 | 佐藤隆紀           | 古川雄大 | 涼風真世   |
|          | 花總まり     | 井上芳雄   | 成河       | 田代万里生         | 古川雄大 | 香寿たつき |
| 2022年版 | 愛希れいか   | 山崎育三郎 | 上山竜治   | 田代万里生         | 甲斐翔真 | 剣 幸      |
|          | 愛希れいか   | 古川雄大   | 黒羽麻璃央 | 佐藤隆紀           | 立石俊樹 | 涼風真世   |

- 2005年ウィーン公演を収録したDVDが発売されている。ヨーロッパで発売されているDVDはPAL規格のため、日本では宝塚クリエイティブアーツがNTSC方式の日本語字幕付きDVDを発売している。
- ウィーン版、宝塚版以外では初の映像化となる、東宝版2016年帝国劇場公演のBlu-ray、DVDが発売されている[30]。White バージョンはエリザベート役が花總まり、トート役が城田優、Blackバージョンはエリザベート役が花總まり、トート役が井上芳雄である。
- 宝塚版は雪組初演からすべての組の公演が映像化され、販売されている。

## 漫画
森川久美の作画で1996年、角川書店あすかコミックスデラックスから発売。 2002年、講談社漫画文庫から復刊している。